# Give Me a Good Reason to Wake up
Give Me a Good Reason to Wake Up è il secondo album dei Motel Connection, progetto solista del frontman dei Subsonica Samuel Umberto Romano, creato per l'etichetta Mescal coprodotto con Marco Bertoni e Roberto Masi.
Il singolo di apertura è stato Two, seguito da The light of the morning e Lost.

## Tracce
1. The Dog – 3:01
2. Lost – 4:50
3. Moon Flower – 5:46
4. Load – 3:55
5. Db Volante – 5:07
6. Two – 6:02
7. The Light of the Morning – 5:40
8. Fresh'n Up – 6:09
9. V-Brain – 4:31
10. H – 4:59

## Curiosità
Nel cd uno live del doppio album Terrestre live e varie altre disfunzioni dei Subsonica, c'è una canzone chiamata Two – Incantevole (live) dove per i primi secondi Samuel suona la chitarra acustica cantando il ritornello di Two.

## Formazione
- Samuel - voce
- Pisti - dj
- Pierfunk - basso